# Aldo Beltricco
Aldo Beltricco (San Damiano Macra, 9 luglio 1892 – Monte Pasubio, 10 settembre 1916) è stato un militare italiano che ha svolto servizio nel corpo degli alpini durante la prima guerra mondiale, dove fu decorato con la Medaglia d'oro al valor militare alla memoria.

## Biografia
Nasce a San Damiano Macra il 9 luglio 1892, figlio di Carlo, di professione medico condotto, e di Amalia Bernardi, secondogenito di sei fratelli.
Anni dopo la famiglia si trasferì a Dronero dove Aldo frequentò le Scuole medie inferiori, proseguendo successivamente gli studi a Carmagnola e a Savigliano dove nel corso del 1911 ottenne la licenza liceale. Nell'autunno dello stesso anno fu ammesso a frequentare la Regia Accademia Militare di Modena, da cui uscì con il grado di sottotenente, assegnato al 1º Reggimento del corpo degli Alpini.
Allo scoppio della guerra, nell'agosto del 1914, prestava servizio come sottotenente nel Battaglione alpini "Ceva" del 1º Reggimento alpini. Dopo l’entrata in guerra del Regno d'Italia trascorse i primi mesi di combattimenti in Carnia e poi nella Conca di Plezzo, dove è promosso tenente e poi capitano nel novembre dello stesso anno.
Trasferito al 5º Reggimento fanteria della Brigata "Aosta", trascorre molti mesi in trincea sul Carso. Nel luglio 1916 ritornò tra gli alpini, assegnato al 4º Reggimento, come comandante della 41ª Compagnia del "glorioso" Battaglione alpini "Aosta" sotto il comando del maggiore Ernesto Umberto Testa Fochi.
Il Battaglione si trasferisce sul Monte Pasubio dove il 9 settembre 1916 viene raggiunto dall'ordine di conquistare le posizioni austriache sul Costone della Lora e sull'Alpe di Cosmagnon. La 41ª Compagnia deve muoversi per prima ad aprire il varco, ed attacca subito, ma viene respinta dall'intenso e preciso fuoco dell'artiglieria nemica. Il 10 settembre scattò nuovamente l'attacco delle posizioni nemiche, ma viene colpito a morte da una raffica di mitragliatrice mentre conduceva i propri uomini sotto i reticolati nemici ancora intatti, e che stava cercando di tagliare con le cesoie. Secondo la testimonianza di Don Nervo, i nemici austriaci gli diedero onorata sepoltura in un cimitero di guerra poco distante. Per onorarne il coraggio, con Decreto Luogotenenziale del 31 dicembre 1916 gli fu concessa la Medaglia d'oro al valor militare alla memoria.

### Riconoscimenti
A San Damiano Macra il 20 ottobre 1918 gli viene intitolata la via della Confraternita in una giornata a lui dedicata. Tiene il discorso il deputato cuneese Marcello Soleri, capitano del Battaglione alpini "Aosta", nonché decorato di Medaglia di bronzo al valor militare. Il suo ritratto con la motivazione della Medaglia d'oro è custodito nel salone consiliare del Municipio di Dronero.
Il 16 giugno 1929 la caserma alpina di Dronero è intitolata ad Aldo Beltricco. Si ritenne che le sue spoglie mortali fossero state esumate negli anni venti dal cimitero militare in quota, e poi sepolte con altri 5.145 caduti nell'Ossario del Pasubio sul Colle Bellavista. Successive ricerche condotte da Giamberto Garbin consultando numerosi documenti, anche d'epoca, hanno appurato che non era così, in quanto il cimitero in cui era stato sepolto era andato distrutto da un massiccio bombardamento d'artiglieria, e le tombe ivi presenti andate disperse.
Nella primavera 1988 la caserma Beltricco viene dismessa e riconvertita. Dal 1991 ospita l'Istituto di Istruzione Superiore "Virginio - Donadio" - Istituto Professionale Servizi per l’Enogastronomia e l’Ospitalità alberghiera.
A lui è intitolata la casermetta nei pressi della caserma Testa Fochi ad Aosta.